# 摩泽尔河畔吕
摩澤爾河畔吕（法語：Rupt-sur-Moselle，法語發音：[ʁy syʁ mɔzɛl] ⓘ）是法国大東部大區孚日省的一个市镇，属于埃皮纳勒区。

## 地理
摩泽尔河畔吕（47°55'36"N, 6°39'46"E）面积45.55 平方千米，位于法国大東部大區孚日省，该省份为法国东北部内陆省份，北起默兹省和默尔特-摩泽尔省，西接上马恩省，南至上索恩省和贝尔福地区省，东临上莱茵省和下莱茵省。
与摩泽尔河畔吕接壤的市镇（或旧市镇、城区）包括：沃库、莫斯洛特河畔索尔叙尔、拉蒙塔涅、拉罗西耶尔、多马坦莱勒米尔蒙、费尔德吕、日尔蒙瓦勒达若勒、蒂耶福斯。

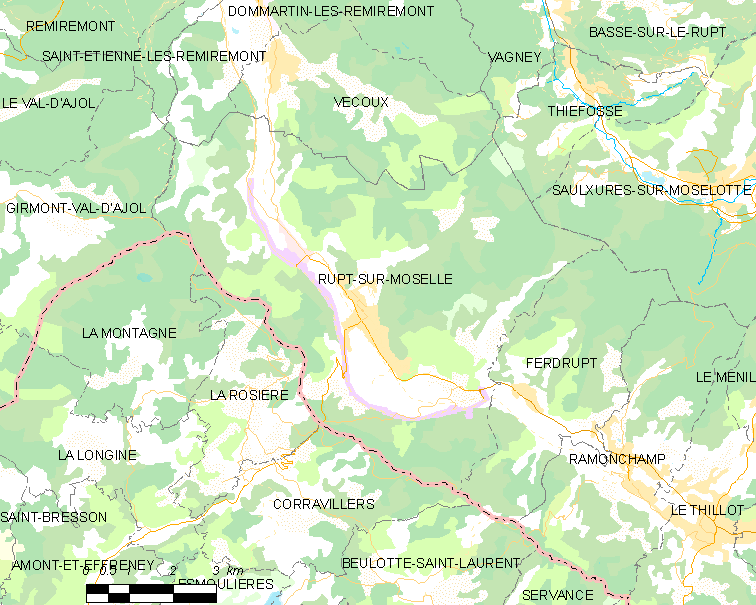
摩泽尔河畔吕的OSM定位图

摩泽尔河畔吕的时区为UTC+01:00、UTC+02:00（夏令时）。

## 行政
摩泽尔河畔吕的邮政编码为88360，INSEE市镇编码为88408。

## 政治
摩泽尔河畔吕所属的省级选区为勒蒂约县。

## 人口

1962-2008年间摩泽尔河畔吕人口变化图示

摩泽尔河畔吕于2022年1月1日时的人口数量为3458人。